# Franciszek Gronowski
Franciszek Gronowski (ur. 1 stycznia 1927 w Zbarażu, zm. 29 sierpnia 2020) – polski profesor nauk ekonomicznych w zakresie ekonomiki i organizacji transportu morskiego

## Życiorys
W 1953 ukończył studia magisterskie w Szkole Głównej Planowania i Statystyki w Warszawie. Stopień doktora nauk ekonomicznych uzyskał w 1962, a stopień doktora habilitowanego – w 1966 w Wyższej Szkole Ekonomicznej w Sopocie. 13 stycznia 1983 nadano mu tytuł profesora w zakresie nauk ekonomicznych. Pracował w Katedrze Gospodarki Światowej i Transportu Morskiego na Wydziale Zarządzania i Ekonomiki Usług Uniwersytetu Szczecińskiego oraz w Instytucie Inżynierii Transportu na Wydziale Inżynieryjno-Ekonomicznym Transportu Akademii Morskiej w Szczecinie. Franciszek Gronowski był rektorem Politechniki Szczecińskiej (1982-1984), dziekanem i prodziekanem Wydziału Inżynieryjno-Ekonomicznego Transportu (1972-1980), wieloletnim kierownikiem Katedry Transportu Morskiego i Śródlądowego na Wydziale Transportu i Łączności Uniwersytetu Szczecińskiego, należał do grona twórców Szczecińskiej Szkoły Ekonomiki Transportu.
Był profesorem zwyczajnym Instytutu Ekonomii i Zarządzania, Kolegium Nauk Technicznych Wyższej Szkole Gospodarki w Bydgoszczy. Opublikował ponad 200 prac naukowych. Wypromował 24 doktorów i ok. 1000 magistrów.
Został pochowany na cmentarzu parafialnym pw. Św. Trójcy w Bydgoszczy.